# Camille Claudelová (film)
Camille Claudelová (v originále Camille Claudel) je francouzský hraný film z roku 1988, který režíroval Bruno Nuytten podle románu Une femme, Camille Claudel. Jedná se o životopisný film o sochařce Camille Claudelové, sestře básníka, dramatika a diplomata Paula Claudela a múze Augusta Rodina.

## Děj
Camille Claudelová věnuje celé dny a noci své vášni – sochařství. S podporou otce a bratra Paula sní o vstupu do ateliéru velkého mistra Augusta Rodina. Poté, co mu ukázala svůj talent a odhodlání s ním pracovat, je najata jako učeň se svou kamarádkou Jessie. Camille se do mistra rychle zamiluje. Stane se jeho milenkou a múzou.

## Obsazení
| Isabelle Adjaniová  | Camille Claudelová                              |
| Gérard Depardieu    | Auguste Rodin                                   |
| Laurent Grévill     | Paul Claudel                                    |
| Alain Cuny          | Louis-Prosper Claudel, otec Camille a Paula     |
| Madeleine Robinson  | Louise-Athanaise Claudel, matka Camille a Paula |
| Katrine Boorman     | Jessie Lipscomb                                 |
| Danièle Lebrun      | Rose Beuret                                     |
| Aurelle Doazan      | Louise Claudel                                  |
| Madeleine Marie     | Victoire                                        |
| Maxime Leroux       | Claude Debussy                                  |
| Philippe Clévenot   | Eugène Blot                                     |
| Roger Planchon      | Morhardt                                        |
| Flaminio Corcos     | Marcel Schwob                                   |
| Gérard Darier       | Marcel                                          |
| Jean-Pierre Sentier | Limet                                           |
| Benoît Vergne       | Auguste Beuret                                  |
| Philippe Paimblanc  | Giganti                                         |
| Hester Wilcox       | Adèle                                           |
| François Berléand   | doktor Michaux                                  |
| Denise Chalem       | Judith Cladel                                   |
| Dany Simon          | paní Morhardtová                                |
| Eric Lorvoire       | Ferdinand de Massary                            |

## Ocenění
- César pro nejlepší film
- César pro nejlepší herečku: Isabelle Adjaniová
- César pro nejlepší výpravu: Bernard Vezat
- César pro nejlepší kameru: Pierre Lhomme
- César pro nejlepší kostýmy: Dominique Borg
- Berlínský mezinárodní filmový festival: Stříbrný medvěd pro nejlepší herečku: Isabelle Adjani

### Nominace
- César pro nejlepšího herce: Gérard Depardieu
- César pro nejlepšího herce ve vedlejší roli: Alain Cuny
- César pro nejslibnějšího herce: Laurent Grévill
- César pro nejlepší filmovou hudbu: Gabriel Yared
- César pro nejlepší střih: Joëlle Hache aJeanne Kef
- César pro nejlepší zvuk: Guillaume Sciama, Dominique Hennequin aFrançois Groult
- César pro nejlepší filmový debut
- Oscar 1990: nejlepší herečka (Isabelle Adjaniová) a nejlepší zahraniční film.
- Zlaté glóby 1990: nejlepší zahraniční film